# جان-إيلي غوتييه
جان-إيلي غوتييه هو مصرفي وسياسي فرنسي، ولد في 6 أكتوبر 1781 في بوردو في فرنسا، وتوفي في 30 يناير 1858 في باريس في فرنسا. نشط حزبياً في ملكيانية.

## مناصب
- انتخب deputy governor of the Banque de France  [لغات أخرى]‏ (1833 – 1858).
- انتخب وزير المالية ‏ (31 مارس 1839 – 12 مايو 1839).
- انتخب member of the Chamber of Peers ‏ (11 أكتوبر 1832 – فبراير 1848).
- انتخب عضو مجلس الشيوخ في الإمبراطورية الفرنسية الثانية ‏ (1852 – 30 يناير 1858).
- انتخب Deputy of Gironde ‏ (25 فبراير 1824 – 28 يوليو 1830).